# Leidhecke
Leidhecke ist eine Ortschaft in der Gemeinde Windeck im Rhein-Sieg-Kreis.

## Lage
Leidhecke liegt in einer Höhe von 220 m ü. NHN auf dem Leuscheid. Nachbarorte sind Ehrenhausen im Süden und Locksiefen im Nordwesten.

## Geschichte
1910 gab es in Leidhecke 13 Haushalte: Ackerer Heinrich Bitzer, Maurer Friedrich Wilhelm Eschmann, Ackerer und Schreiner Heinrich Eschmann, Schreiner Karl Eschmann, Ackerin Witwe Karl Geilhausen, Ackerer Heinrich Klein, Pflasterer Karl Klein, Ackerer Christian Röhrig, Fabrikarbeiter Wilhelm Röhrig, Ackerer Friedrich Schmidt, Fabrikarbeiter Friedrich Gerhard Sommer und Ackerer Heinrich Ückersiefen.